# سیارک ۹۹۸۶۱
سیارک ۹۹۸۶۱ (به انگلیسی: 99861 Tscharnuter، نامگذاری:2002OV24) نود و نه هزار و هشتصد و شصت و یکمین سیارک کشف شده‌است که در ۲۹ ژوئیه ۲۰۰۲ کشف شد.